# La Roche-en-Brenil
Roche-en-Brenil – miejscowość i gmina we Francji, w regionie Burgundia-Franche-Comté, w departamencie Côte-d’Or.
Według danych na rok 1990 gminę zamieszkiwało 890 osób, a gęstość zaludnienia wynosiła 18 osób/km² (wśród 2044 gmin Burgundii Roche-en-Brenil plasuje się na 262. miejscu pod względem liczby ludności, natomiast pod względem powierzchni na miejscu 30.).